# (989) Schwassmannia
(989) Schwassmannia ist ein Asteroid des Hauptgürtels, der am 18. November 1922 vom deutschen Astronomen F. K. Arnold Schwassmann in Bergedorf entdeckt wurde.
Benannt ist der Asteroid nach seinem Entdecker.